# Discopygiella xerophila
Discopygiella xerophila är en tvåvingeart som beskrevs av Robinson 1965. Discopygiella xerophila ingår i släktet Discopygiella och familjen styltflugor. Inga underarter finns listade i Catalogue of Life.